# Rungano Nyoni
Rungano Nyoni (Lusaka, 17 marzo 1982) è una regista, scenografa e attrice zambiana naturalizzata britannica.

## Biografia
Nata in Zambia, emigra nel Galles all'età di nove anni. Laureata all'Università delle Arti di Londra, ha realizzato vari cortometraggi (The List, Mwansa the Great, Listen), che le hanno valso riconoscimenti e una buona accoglienza della critica. Listen (Kuuntele) ha ricevuto il premio come miglior cortometraggio al Tribeca Film Festival nel 2015.
Il suo primo lungometraggio I Am Not A Witch, è stato selezionato alla Quinzaine des réalisateurs al Festival di Cannes 2017. Questo film gli ha valso il premio come miglior regista e miglior regista per un primo lungometraggio al British Independent Film Awards 2017.

## Filmografia

### Regista
- Nordic Factory (2014)
- I Am Not a Witch (2017)
- On Becoming a Guinea Fowl (2024)

### Sceneggiatrice
- Mwansa le Grand (2011)
- The Mass of Men (2012)
- Z1 (2013)
- Kuuntele (2014)
- I Am Not a Witch (2017)
- On Becoming a Guinea Fowl (2024)

### Attrice
- Iron Doors (2010)
- Secrecy (2011)

### Produttrice
- Mwansa le Grand (2011)

#### Cortometraggi
- 20 Questions (2009)
- Mwansa le Grand (2011)
- Kuuntele (2014)

## Televisione
Serie tv
- Le avventure di Sarah Jane (The Sarah Jane Adventures, 2007)